# David Parnas
David Lorge Parnas (Plattsburgh, 10 de fevereiro de 1941) é um cientista da computação dos Estados Unidos, pioneiro na área de engenharia de software, e que desenvolveu o conceito de desenvolvimento modular e os fundamentos do que atualmente se conhece por programação orientada a objeto. 

## Carreira
David obteve seu doutorado em engenharia elétrica na Universidade Carnegie Mellon e trabalhou no mesmo local como professor por vários anos. Também lecionou na Universidade da Carolina do Norte (Chapel Hill, Estados Unidos), Universidade Técnica de Darmstadt (Darmstadt, Alemanha), Universidade de Victoria (Colúmbia Britânica, Canadá) e Universidade de Queen (Ontário, Canadá). Em 1991, foi para a Universidade McMaster em Hamilton, Canadá. Desde 2002, David trabalha na Universidade de Limerick em Limerick, Irlanda.

## Ativismo técnico
Parnas posicionou-se publicamente contra ao programa militar estado-unidense Iniciativa Estratégica de Defesa em meados da década de 1980, argumentando ser impossível escrever um aplicativo confiável o suficiente para prevenir um ataque nuclear.

## Prêmios e honras
- Prêmio de "Melhor Artigo" pela ACM, 1979
- Dois prêmios "Artigo Mais Influente"  na International Conference on Software Engineering, 1991 e 1995
- "Fellow" da ACM, 1994
- Honoris causa da Faculté des Sciences Appliquées, Université catholique de Louvain; Bélgica, 1996